# Magnussonite
La magnussonite è un minerale.